# Marvel’s The Defenders
Marvel’s The Defenders, auch The Defenders genannt, ist eine Actionserie, die im Marvel Cinematic Universe spielt. Die Miniserie wurde am 18. August 2017 veröffentlicht.

## Produktion
Im November 2013 gaben Marvel und Disney bekannt, dass sie eine Miniserie mit dem Titel Marvel’s The Defenders planten, in der die Titelhelden aus vier vorausgegangenen Serien, Marvel’s Daredevil, Marvel’s Jessica Jones, Marvel’s Luke Cage und Marvel’s Iron Fist zusammentreffen. Wie auch die vorausgegangenen Serien wird Marvel’s The Defenders für das Video-on-Demand Streaming-Portal Netflix produziert. Die Serie basiert auf dem fiktiven Defenders-Team, wobei die Mitglieder, die in den originalen Comics aus Doctor Strange, Hulk, Namor und dem Silver Surfer bestehen, gegen Daredevil, Jessica Jones, Luke Cage sowie Iron Fist ausgetauscht wurden. Im April 2016 gab Marvel bekannt, dass Douglas Petrie und Marco Ramírez wie zuvor für Marvel’s Daredevil auch für die Miniserie Marvel’s The Defenders als Showrunner fungieren würden.
Bereits für die Vorgängerserien wurden Charlie Cox als Daredevil, Krysten Ritter als Jessica Jones, Mike Colter als Luke Cage und Finn Jones als Iron Fist gecastet. Im Februar 2016 bestätigte Marvel, dass die gesamte Besetzung auch für Marvel’s The Defenders erneut in ihre Rollen schlüpfen sollten. Wie auch die Handlungen der anderen vier Serien findet Marvel’s The Defenders in New York City statt, wo die Serie ebenso wie die Vorgängerserien gedreht wird.

## Besetzung und Synchronisation
Die deutschsprachige Synchronisation entstand bei der Berliner Synchron GmbH nach den Dialogbüchern von Benjamin Peter und unter der Dialogregie von Klaus Bauschulte. Für die deutsche Fassung wurden die gleichen Sprecher der Hauptfiguren verpflichtet, einschließlich Karin Buchholz als deutsche Stimme von Sigourney Weaver.

### Hauptdarsteller
| Rollenname                         | Schauspieler/in  | Hauptrolle (Folge)         | Synchronsprecher/in |
| ---------------------------------- | ---------------- | -------------------------- | ------------------- |
| Matthew „Matt“ Murdock / Daredevil | Charlie Cox      | 1.01–1.08                  | Tim Knauer          |
| Jessica „Jess“ Jones               | Krysten Ritter   | 1.01–1.08                  | Anja Stadlober      |
| Luke Cage / Carl Lucas             | Mike Colter      | 1.01–1.08                  | Ralf David          |
| Daniel „Danny“ Rand / Iron Fist    | Finn Jones       | 1.01–1.08                  | Konrad Bösherz      |
| Malcolm Ducasse                    | Eka Darville     | 1.01–1.02, 1.05, 1.08      | Nick Forsberg       |
| Franklin „Foggy“ Nelson            | Elden Henson     | 1.01–1.02, 1.05, 1.07–1.08 | Julien Haggège      |
| Colleen Wing                       | Jessica Henwick  | 1.01–1.03, 1.05, 1.07–1.08 | Maximiliane Häcke   |
| Misty Knight                       | Simone Missick   | 1.01–1.02, 1.05, 1.07–1.08 | Tina Haseney        |
| Trish „Patsy“ Walker               | Rachael Taylor   | 1.01–1.02, 1.05, 1.08      | Mareile Moeller     |
| Karen Page                         | Deborah Ann Woll | 1.01, 1.05, 1.07–1.08      | Ann Vielhaben       |
| Black Sky / Elektra Natchios       | Élodie Yung      | 1.01–1.08                  | Anne Düe            |
| Claire Temple                      | Rosario Dawson   | 1.01–1.03, 1.05, 1.07–1.08 | Claudia Gáldy       |
| Alexandra Reid                     | Sigourney Weaver | 1.01–1.06                  | Karin Buchholz      |
| Stick                              | Scott Glenn      | 1.02–1.07                  | Kaspar Eichel       |
| Bakuto                             | Ramón Rodríguez  | 1.05–1.08                  | Raúl Richter        |

### Nebendarsteller
| Rollenname       | Schauspieler/in   | Nebenrolle (Folge)   | Synchronsprecher/in |
| ---------------- | ----------------- | -------------------- | ------------------- |
| Madame Gao       | Wai Ching Ho      | 1.01–1.02, 1.05–1.08 | Irmelin Krause      |
| Cole Miller      | J. Mallory McCree | 1.01–1.03            | Felix Isenbügel     |
| Michelle Raymond | Michelle Federer  | 1.01, 1.03–1.04      | Katharina Spiering  |
| Lexi Raymond     | Chloe Levine      | 1.01, 1.03, 1.06     | Kristina Tietz      |
| Sowande          | Babs Olusanmokun  | 1.02–1.05            | Tim Moeseritz       |
| Strieber         | Ron Simons        | 1.02, 1.07–1.08      | Walter Alich        |
| Murakami         | Yutaka Takeuchi   | 1.04–1.08            | Originalton         |

### Gastdarsteller
| Rollenname     | Schauspieler/in  | Nebenrolle (Folge) | Synchronsprecher/in |
| -------------- | ---------------- | ------------------ | ------------------- |
| Pater Lantom   | Peter McRobbie   | 1.01               | Axel Lutter         |
| Delores Miller | Debbi Morgan     | 1.01, 1.03         | Arianne Borbach     |
| Shaft          | Marko Zaror      | 1.01               | Armin Schlagwein    |
| Jeri Hogarth   | Carrie-Anne Moss | 1.02               | Sabine Falkenberg   |
| Turk Barrett   | Rob Morgan       | 1.02               | Matti Klemm         |
| Marci Stahl    | Amy Rutberg      | 1.02               | Franziska Endres    |
| Josie          | Susan Varon      | 1.02               | Judith Steinhäuser  |

## Episodenliste
| Nr. | Deutscher Titel                                           | Originaltitel         | Regie                 | Drehbuch                                                |
| --- | --------------------------------------------------------- | --------------------- | --------------------- | ------------------------------------------------------- |
| 1 | Das H-Wort (Netflix) The H Word (Disney+)                 | The H Word            | S. J. Clarkson        | Douglas Petrie & Marco Ramirez                          |
| Im Kampf gegen „Die Hand“ spüren Danny Rand und Colleen Wing in Phnom Penh einen Informanten auf, können aber nicht verhindern, dass dieser von einer Kämpferin der „Hand“ getötet wird. Im Sterben liegend rät der Informant Danny, „Die Hand“ in New York City zu bekämpfen, woraufhin die beiden dorthin zurückfliegen. Luke Cage wird aus dem Gefängnis entlassen, nachdem sein Freund Bobby Fish dem Anwalt Foggy Nelson eine Akte hat zukommen lassen, mit dem Lukes Unschuld bewiesen werden konnte. Jessica Jones wird vor ihrer Detektei von Michelle Raymond aufgesucht, welche das Verschwinden ihres Ehemanns John beklagt. Obwohl die desinteressierte Jessica dies zunächst mit einer Affäre des Mannes begründet, wird sie in ihrer Wohnung daraufhin von einem Anrufer mit verzerrter Stimme aufgefordert, nicht nach John Raymond zu suchen. Matt Murdock arbeitet mittlerweile als Anwalt pro bono und hat die Zeit als maskierter Verbrechensbekämpfer hinter sich gelassen. Nach einem gewonnenen Rechtsstreit unterhält er sich mit Karen Page sowohl über Privates als auch, um ihre Fragen als Zeitungsreporterin zum vergangenen Prozess zu beantworten. Bei seiner Ankunft in Harlem wird Luke von Claire Temple erwartet und hat Sex mit ihr. Danach informiert die befreundete Polizistin Misty Knight Luke über eine Serie von Morden, bei denen die Opfer allesamt neuerdings als Kuriere tätig waren. Einem solchen Kurier, Cole, bietet Luke seinen Schutz an, was dieser aber ablehnt. In einem Park trifft sich die „Die Hand“-Leiterin Madame Gao mit einer einflussreichen Frau, die aufgrund einer tödlichen Krankheit nur noch wenige Monate zu leben hat. Aus diesem Grund weist sie Gao an, ihr gemeinsames Vorhaben vorzuziehen. Indem sie den Anruf zurückverfolgt, spürt Jessica eine Wohnung auf, in der sie zwar keine Person, dafür aber Sprengstoff findet. Als anschließend mehrere Beben die Stadt erschüttern, blickt die unbekannte Frau mit Zufriedenheit darauf und erklärt Elektra an ihrer Seite, dass man sich daran gewöhne, die Stadt untergehen zu sehen.                            |                                                           |                       |                       |                                                         |
| 2 | Fieser rechter Haken (Netflix) Mean Right Hook (Disney+)  | Mean Right Hook       | S. J. Clarkson        | Lauren Schmidt Hissrich & Marco Ramirez                 |
| Inmitten des durch die Beben hervorgerufenen Chaos bewahrt Murdock zwei jugendliche Plünderer davor, erschossen zu werden. Jessica hat die Polizei über die Wohnung mit dem Sprengstoff informiert, wird beim Verlassen dieser aber von Detective Knight dabei beobachtet, wie sie heimlich ein Beweismittel mitnimmt. Dieses führt Jessica zu einem Archiv, in dem sie Unterlagen entdeckt, welche zahlreiche Übertragungen von Vermögen zwischen mehreren Firmen offenbaren. Anschließend begegnet sie Jeri Hogarth, die sie bittet, sich von dem Fall fernzuhalten. Da Colleen das Schwert des Informanten in Phnom Penh an eine Werkstatt in New York erinnert hat, suchen sie und Danny diese auf und finden vor Ort mehrere Leichen sowie zu Dannys Verwunderung ein Bild von K’un-Lun. Von Turk Barrett erfährt Luke derweil, dass die Kuriere für einen auffällig weiß gekleideten Afroamerikaner, genannt „Whitehead“, arbeiten. Am von Barrett angegebenen Ort sieht Luke, wie vor Whitehead vier Kuriere in einen Van steigen und losfahren. In ihrer Wohnung wird Jessica von John Raymond erwartet, der ihren Partner Malcolm Ducasse mit einem Revolver bedroht. Nachdem Jessica versucht, Raymond zu beruhigen, taucht Elektra auf und nimmt Raymond in die Mangel. Als dieser sich daraufhin erschießt, flieht Elektra und Jessica läuft bei deren Verfolgung Knight in die Arme, die sie festnimmt. In der Werkstatt verstecken sich Danny und Colleen vor vier Personen in Reinigungsanzügen, die beginnen, den Tatort zu säubern. Sie erledigen drei von ihnen, doch beim Vierten, Cole, wird Danny vom auftauchenden Luke gestoppt. Es entwickelt sich ein Kampf zwischen den beiden, in dessen Verlauf Danny an Lukes stählerner Haut scheitert und deshalb die Iron Fist beschwört, mit der er diesen zu Boden wirft. Die ankommende Polizei zwingt sie zur Flucht. Da bei der Ausführung ihres Plans noch eine Wand im Weg steht, besucht die wohlhabende Frau den gefangenen Stick, der sie als Alexandra wiedererkennt. Im Verhörraum trifft Jessica auf Murdock, der sich als ihr Anwalt vorstellt.                  |                                                           |                       |                       |                                                         |
| 3 | Schlechtestes Benehmen (Netflix) Worst Behavior (Disney+) | Worst Behavior        | Peter Hoar            | Lauren Schmidt Hissrich & Douglas Petrie                |
| Rückblenden zeigen, wie Alexandra die tote Elektra mithilfe einer speziellen Substanz in einem Sarkophag wiederbeleben lässt. Im Laufe der Zeit erlangt Elektra ihre Kampfkunstfertigkeiten zurück und wird zur bedingungslosen Killerin ausgebildet. In der Gegenwart gelingt Stick die Flucht, indem er Alexandra ein Schwert abnimmt, sich damit die Hand abschneidet und sich so von seinen Fesseln befreit. Jessica will keine Informationen mit Murdock teilen und verlässt nach der Aufhebung ihres Haftbefehls das Polizeirevier, wobei sie bemerkt, dass Murdock sie heimlich verfolgt. Luke erzählt Claire von dem Kämpfer mit der eisernen Faust, und da diese Danny kennt, arrangiert sie ein Treffen der beiden in Colleens Dōjō. Nachdem Danny Luke über „Die Hand“ aufklärt, wirft Luke ihm vor, dass er nur Handlanger angreift, die Geld zum Überleben brauchen. Anschließend besucht Luke den mittlerweile festgenommenen Cole im Gefängnis, doch als Luke „Die Hand“ erwähnt, bittet Cole ihn, seiner Mutter seine Entschuldigung auszurichten. Von Luke dazu angeregt sucht Danny eine Angestellte bei seiner Firma Rand Enterprises auf, von der er erfährt, dass aus den Städten, in denen er und Colleen „Die Hand“ bekämpft haben, Geld an einen ehemaligen Geschäftspartner Rands in New York namens „Midland Circle“ überwiesen wurde. Für ihre Recherchen zu John Raymond gibt sich Jessica als Interessentin im Architekturbüro aus, in dem Raymond gearbeitet hat, und entdeckt, dass dessen letztes Projekt ein Hochhaus für Midland Circle war. Bei Coles Mutter findet Luke ein Geldbündel mit einem Parkschein von Midland Circle und hört nebenbei, wie die Mutter in einem Telefonat über Coles Tod informiert wird. Während bei Colleen im Dōjō der geschwächte Stick erscheint, sucht Danny Midland Circle auf und stellt dessen Mitglieder bei einem Meeting zur Rede. Daraus entsteht ein Kampf, bei dem ihm Luke zur Hilfe kommt und nach kurzer Zeit auch Jessica mitsamt Murdock. Zusammen können sie die Angreifer besiegen, zuletzt auch Elektra, vor der Danny Murdock mit der Iron Fist bewahrt. |                                                           |                       |                       |                                                         |
| 4 | Royal Dragon                                              | Royal Dragon          | Phil Abraham          | Douglas Petrie & Marco Ramirez                          |
| Danny, Luke, Murdock und Jessica fliehen in das chinesische Restaurant „Royal Dragon“, das gerade eben schließt. Mit finanziellen Zuwendungen kann Danny den Besitzer überreden, ihnen das Restaurant vorübergehend als Versteck zu überlassen. Murdock, der sein Gesicht bislang hinter einem Schal verborgen hält, will sich von der Gruppe entfernen, um seine Geheimidentität nicht preiszugeben. Als Jessica ihm jedoch offenbart, dass sie durch ihre Beobachtungen bereits ahnt, dass er Daredevil ist, entscheidet er sich zu bleiben und den Schal abzunehmen. Nach dem Kennenlernen findet Dannys Vorschlag, als Team „Die Hand“ zu bekämpfen, bei den anderen zunächst keinen Anklang. Stick findet die vier daraufhin und stellt sich als der einzige Überlebende der „Chaste“ vor, einer Gruppe, die der Iron Fist in K’un-Lun dient und gegen „Die Hand“ kämpft. Außerdem seien die vier die einzigen, die New York vor der Zerstörung durch „Die Hand“ bewahren können. Da sich Jessica diesem Kampf allerdings nicht zugehörig fühlt, verlässt sie das Restaurant. So hören nur Murdock, Danny und Luke zu, wie Stick davon erzählt, dass vor langer Zeit fünf Verschwörer aus K’un-Lun die Kraft des Qi nutzen wollten, um unsterblich zu werden. Dies führte zu ihrer Verbannung aus K’un-Lun, weshalb sich die fünf zur „Hand“ zusammenschlossen, bestehend aus Alexandra, Madame Gao, Sowande (Whitehead), Bakuto und Murakami. Anschließend besprechen Murdock und Stick das Auftauchen von Elektra, wobei Stick erklärt, dass diese nach ihrer Wiederbelebung als „Black Sky“ nun eine andere Person ist. Jessica entdeckt bei Michelle Raymond an der Haustür, dass diese von einem Mann im Auto beschattet wird, den sie daraufhin aus dem Auto zerrt und einschüchtert. Alexandra erscheint schließlich im Royal Dragon und versucht, Danny auf ihre Seite zu ziehen. Nachdem dies nicht gelingt, betritt Elektra das Restaurant, bereit gegen die vier zu kämpfen. Zuvor wird sie aber von einem Auto getroffen, das Jessica mithilfe ihrer übermenschlichen Stärke durch die Glasscheiben auf sie schiebt.          |                                                           |                       |                       |                                                         |
| 5 | Schutzsuche (Netflix) Take Shelter (Disney+)              | Take Shelter          | Uta Briesewitz        | Lauren Schmidt Hissrich, Douglas Petrie & Marco Ramirez |
| Neben Elektra stoßen auch Murakami, Sowande, Madame Gao und einige Handlanger zum Kampf hinzu, in dem Murdock Elektras Namen nennt und sie damit an ihr vorheriges Leben erinnert. Im Zweikampf mit Sowande wird Luke auf der Straße von einem LKW erfasst, woraufhin Stick, Murdock, Danny und Jessica die Flucht durch die Kanalisation ergreifen. Nachdem die vier im Dōjō ankommen, erscheint dort auch Luke, dem es gelungen ist, Sowande gefangen zu nehmen. Auf dessen Ankündigung hin, dass all ihre Freunde sterben werden, beginnt die Gruppe, diese in Sicherheit zu bringen. Mit Danny und Colleen als Wache holt Luke Claire ab, wobei „Die Hand“ erscheint und Danny und Colleen voneinander trennt. Vor Colleen tritt anschließend ihr totgeglaubter Sensei Bakuto, der sie mit einem Messer am Bauch verwundet, bevor er sich aufgrund von Lukes und Dannys Auftauchen in die Flucht schlägt. Murdock informiert Karen über die Lage und diese wirft ihm vor, nun doch wieder als Daredevil aktiv zu sein. Luke, Danny und Claire bringen Colleen ins Polizeirevier, wo diese verarztet wird, und im Einverständnis mit Knight dürfen sie einen der Räume als Zufluchtsort nutzen. Als Jessica ihre Freundin Trish Walker aufsucht, werden die beiden von Murakami angegriffen, der nach Murdocks Einschreiten im Daredevil-Anzug allerdings flieht. Während sich Trish, Malcolm, Karen und Foggy im Polizeirevier einfinden, fragt Murdock Sowande gewaltsam über Elektra aus und stranguliert diesen dabei bis zur Bewusstlosigkeit. Im Versteck der „Hand“ regt sich derweil Widerstand gegen Alexandra, da Madame Gao, Murakami und Bakuto befürchten, dass ihre Waffe, der Black Sky, nicht die gewünschte Wirkung erzielt. Nachdem Murdock den anderen offenbart, dass es sich bei Elektra um seine wiederbelebte Ex-Freundin handelt, schafft es Sowande, Danny in die Mangel zu nehmen, wird dann aber von Stick mit dessen Schwert enthauptet. Elektra hat sich unterdessen aus dem Versteck der „Hand“ geschlichen und zu Murdocks Wohnung begeben, in der sie sich in sein Bett legt.                               |                                                           |                       |                       |                                                         |
| 6 | Der Schlüssel (Netflix) Ashes, Ashes (Disney+)            | Ashes, Ashes          | Stephen Surjik        | Drew Goddard & Marco Ramirez                            |
| Als die Gruppe erkennt, dass „Die Hand“ es auf Danny abgesehen hat, da sie die Iron Fist als Schlüssel für etwas benötigt, wollen sie ihn verstecken. In der Überzeugung, dazu berufen zu sein, „Die Hand“ zu vernichten, wehrt sich Danny jedoch dagegen, weshalb Murdock, Luke und Jessica sich ihm in den Weg stellen müssen und ihn im Kampf außer Gefecht setzen. Nachdem sie Danny fesseln und in ein Versteck bringen, offenbart Murdock den anderen, dass er vor dem Bau des Midland-Circle-Gebäudes an derselben Stelle ein riesiges Loch entdeckt hat. Stick lässt der „Hand“ derweil Sowandes Kopf zukommen und sie damit von dessen Tod wissen, worauf Madame Gao Alexandra darüber informiert, dass Murakami und Bakuto die Iron Fist ohne den Black Sky suchen wollen. Während Luke und Stick Danny bewachen, suchen Murdock und Jessica das Haus von John Raymond auf und werden von dessen Tochter begrüßt, auf deren Hinweis sie Architekturpläne im Klavier finden. Aus diesen geht hervor, dass Raymond vorhatte, mit dem bei sich gelagerten Sprengstoff etwas unterhalb des Midland-Circle-Gebäudes zu sprengen. Nach einem Traum mit Murdock verlässt Elektra dessen Wohnung und sucht ihr Grab auf, an dem sie von Alexandra angetroffen wird, die noch einmal ihre Verbindung bestärkt. Stick betäubt Luke schließlich mit einem Rauchgemisch und will so ungehindert Danny töten, um ihn vor der „Hand“ fernzuhalten. Davon hält ihn aber die auftauchende Elektra ab, die ihn in ein Schwertduell verwickelt, bei dem sie ihn zu Boden wirft. Murdock und Jessica kehren zurück und sehen, wie Elektra Stick ihr Schwert in die Brust stößt, bevor sie die beiden ausschaltet. Den ebenfalls vom Rauch betäubten Danny überbringt Elektra Alexandra und Murakami, der gerade im Begriff war, erstere zu töten. Im Versteck der „Hand“ profiliert sich Alexandra daraufhin über ihren Erfolg mit dem Black Sky, wird dabei aber von Elektra mit ihren Sai erstochen, die den anderen drei anschließend erklärt, dass sie Elektra Natchios heiße und nun die Anführerin der „Hand“ sei.                                |                                                           |                       |                       |                                                         |
| 7 | Fish in the Jailhouse                                     | Fish in the Jailhouse | Félix Enríquez Alcalá | Lauren Schmidt Hissrich & Marco Ramirez                 |
| Ein Rückblick zeigt, wie Elektra einst ihrem Meister Stick vom fehlgeschlagenen Rekrutierungsversuch Murdocks für die Chaste berichtete. Jessica, Murdock und Luke wachen im Polizeirevier auf und werden von Detective Knight und dem Police Captain dazu befragt, warum die Polizei neben ihnen zwei Leichen (Sowande und Stick) gefunden hat. Auch wenn sie nicht verdächtigt werden, halten sich die drei mit Informationen zurück; einzig Luke erklärt, dass die kriminelle Organisation „Die Hand“ Danny Rand entführt hat. Nachdem Foggy Murdock diskret seinen Daredevil-Anzug überbringt, beschließen die drei, sich zum Midland-Circle-Gebäude zu begeben, wofür sie durch die Wand des Polizeireviers brechen und fliehen. Trotz ihres Misstrauens gegenüber Elektra lassen Madame Gao, Murakami und Bakuto diese den gefesselten Danny in den Untergrund des Gebäudes bringen, wo sich in einer Höhle eine magische Wand mit Inschriften aus K’un-Lun verbirgt. Von der Polizei gesucht kommen Luke, Jessica und Murdock bei Midland Circle an und werden von Madame Gao, Murakami und Bakuto erwartet, die sie in einen Kampf verwickeln. Den ersten drei kommt Colleen zur Hilfe, doch indem die drei der „Hand“ ein Feuer zwischen sich und ihren Gegnern entfachen, können sie sich in die Flucht schlagen. Weil Danny die Wand mit der Iron Fist zerstören soll, lässt Elektra ihn frei, woraufhin dieser sie jedoch angreift. Als Danny dabei die Iron Fist aktiviert, schafft es Elektra, ihn zur Wand zu locken und diese durch ein Ausweichmanöver durchschlagen zu lassen, was zu einem Stromausfall in der Stadt führt. Mit Claire im Auto erreicht auch Knight Midland Circle, wobei sie den vier Kämpfern zusichert, den Rest der bald anrückenden Polizei hinzuhalten. Tiefer im Gebäude zeigt Colleen Murdock, Luke, Jessica und Claire, dass sie aus der Asservatenkammer der Polizei den Sprengstoff und die Pläne Raymonds mitgenommen hat, mit denen sie das Gebäude und „Die Hand“ zerstören will. Danny findet sich derweil auf der anderen Seite der Wand vor dem Skelett eines Drachen wieder.              |                                                           |                       |                       |                                                         |
| 8 | The Defenders                                             | The Defenders         | Farren Blackburn      | Lauren Schmidt Hissrich & Marco Ramirez                 |
| Die Gruppe einigt sich darauf, dass Colleen und Claire die Befestigung der Sprengsätze übernehmen, während Murdock, Luke und Jessica Danny suchen. Dabei entdecken die drei den geheimen Zugang zu einem Fahrstuhl, der sie mehrere hundert Meter tief in ein Loch führt. Colleen und Claire treffen beim Anbringen der Sprengsätze auf Bakuto, mit dem sich Colleen daraufhin ein Schwertduell liefert. Danny wird in der Höhle von Elektra, Madame Gao, Murakami und einigen Handlangern gefangen genommen und erfährt dabei, dass die Knochen des Drachen eine Substanz enthalten, welche „Die Hand“ für das Ritual der Unsterblichkeit bzw. Wiederbelebung benötigt. Als Murdock, Luke und Jessica im Untergrund ankommen, reißt Danny sich los und es entsteht ein Kampf zwischen den vier und der „Hand“. Knight stößt derweil zu Colleen und Claire hinzu und als Bakuto droht, Claire zu töten, schreitet sie dazwischen, wobei ihr der Arm abgetrennt wird. Colleen nutzt die Hektik, um Bakuto mit ihrem Schwert zu enthaupten. Nachdem Murdock, Danny, Luke und Jessica es schaffen, alle Kämpfer der „Hand“ mitsamt Elektra auszuschalten, fahren alle bis auf Murdock wieder nach oben, der versuchen will, Elektra von ihrer guten Seite zu überzeugen. Oben angekommen verlassen Luke, Danny und Jessica zusammen mit Colleen, Claire und der geschwächten Knight das Gebäude, da letztere bereits den Countdown für die Sprengsätze aktiviert haben. Elektra wehrt sich gegen Murdock, doch im Laufe ihres Zweikampfs redet er solange auf sie ein, bis Elektra sich ihm zuwendet und ihn küsst. Im nächsten Moment explodieren die Sprengsätze und das Gebäude stürzt über den beiden und den restlichen Mitgliedern der „Hand“ zusammen. Bei der Rückkehr ins Polizeirevier zeigen sich insbesondere Karen und Foggy bestürzt über Murdocks Tod. Einige Tage später informiert Foggy Luke und Claire darüber, dass sie keine rechtlichen Konsequenzen zu befürchten haben, wofür er gesorgt habe. Anschließend zeigt sich, wie der verletzte, aber lebendige Murdock von Nonnen gepflegt wird.                               |                                                           |                       |                       |                                                         |
| Am 18. August 2017 wurden alle Folgen der Staffel gleichzeitig auf Netflix veröffentlicht. |                                                           |                       |                       |                                                         |